# Liste der Kulturdenkmale in Wendischbora
In der Liste der Kulturdenkmale in Wendischbora sind die Kulturdenkmale des Nossener Ortsteils Wendischbora verzeichnet, die bis August 2021 vom Landesamt für Denkmalpflege Sachsen erfasst wurden (ohne archäologische Kulturdenkmale). Die Anmerkungen sind zu beachten.
Diese Aufzählung ist eine Teilmenge der Liste der Kulturdenkmale in Nossen.

## Wendischbora
| Bild                                    | Bezeichnung | Lage                                            | Datierung                                                                                                 | Beschreibung | ID       |
| --------------------------------------- | --- | ----------------------------------------------- | --- | --- | -------- |
| Weitere Bilder                          | Kirche (einschließlich Ausstattung), dazu reliefiertes Kriegerdenkmal und Grabplatte Ernst Friedrich Siegel an der Außenwand der Kirche sowie Kirchhofstor und Leichenhalle auf dem Kirchhof | Wendischbora (Karte)                            | 1833–1834 (Kirche); 1834 (Kanzelaltar, Taufe und Patronatsloge); Ende 19. Jahrhundert (gusseiserner Ofen) | Schlichter Saalbau mit Dachreiter über dem Westgiebel, Zeugnis der Kirchenbaukunst aus der ersten Hälfte des 19. Jahrhunderts, baugeschichtlich und ortsgeschichtlich sowie künstlerisch bedeutend. Evangelische Pfarrkirche. Einheitlich 1834 errichtet. Putzbau mit zart gegliederten Rundbogenfenstern und -portalen. Der Dachreiter aus der westlichen Giebelfront wachsend, über dem First ins Achteck übergehend, mit Haube und schlanker Zwiebel. Inneres flachgedeckt, hölzerne Emporenanlage, im Westen eingeschossige Orgelempore. Im Altarraum zu beiden Seiten Patronatslogen von 1834, an der Südseite mit den Wappen der Besitzerin des örtlichen Rittergutes, Henriette von Feilitzsch, geb. von Schönberg. Kanzelaltar, 1834, mit polygonalem Kanzelkorb zwischen korinthischen Säulen, 1884 verändert. Gusseisernes Taufbecken von 1834, großer Gusseisen-Ofen, Ende 19. Jahrhundert, Orgelprospekt in Rokokoformen (Dehio Sachsen I, 1996). Vorgängerbauten 1637 von den Schweden zerstört, 1649 Wiederaufbau, 1746 verändert, 1833 abgebrannt (zusammen mit der Brauerei des Gutes), Grabplatte Ernst Friedrich Siegel (gest. 1875). | 09267778 |
| Weitere Bilder                          | Wegestein | Wendischbora (Karte)                            | 3. Viertel 19. Jahrhundert                                                                                | Sandsteinsäule mit Schaft und etwas breiterem Kopf einschließlich vierseitigem, dachartigem Abschluss, dazu Inschrift (Mahlitzsch noch lesbar) und Richtungsweisern, verkehrsgeschichtlich bedeutend | 09305398 |
| Direkt Bild zu diesem Denkmal hochladen | Wohnstallhaus (mit zwei Hausnummern), Scheune und Stallgebäude eines Dreiseithofes | Wendischbora 1, 1a (Karte)                      | 1. Drittel 19. Jahrhundert                                                                                | Geschlossen erhaltene Hofanlage in Fachwerkbauweise in landschaftstypischer Gestaltung, baugeschichtlich und wirtschaftsgeschichtlich von Bedeutung. - Wohnstallhaus und Stallgebäude: Fachwerk, massiv untersetzt - Scheune: Fachwerk | 09267793 |
| Weitere Bilder                          | Wohnstallhaus, zwei Seitengebäude und Scheune eines Vierseithofes | Wendischbora 25 (Karte)                         | Um 1800                                                                                                   | Geschlossen erhaltenes Fachwerkensemble ländlicher Architektur und Volksbauweise um 1800, baugeschichtlich bedeutend, zudem aus lokaler Sicht mit Seltenheitswert. - Fachwerk, massiv untersetzt - Scheune wohl durchgehendes Fachwerk | 09267770 |
| Weitere Bilder                          | Wohnstallhaus und Scheune eines Bauernhofes | Wendischbora 27 (Karte)                         | 1. Drittel 19. Jahrhundert                                                                                | Wohnstallhaus zum Teil Obergeschoss Fachwerk, authentisch erhaltene bäuerliche Bauten, als Zeugnisse ländlicher Architektur und Volksbauweise ihrer Zeit baugeschichtlich und wirtschaftsgeschichtlich bedeutend. - Wohnstallhaus: Fachwerk, massiv untersetzt, Fachwerk auf einer Seite entfernt - Scheune: Fachwerk | 09267771 |
| Direkt Bild zu diesem Denkmal hochladen | Scheune und Seitengebäude eines Bauernhofes | Wendischbora 40 (Karte)                         | 1. Drittel 19. Jahrhundert                                                                                | Beide Gebäude mit Fachwerkkonstruktion, authentisch erhaltene bäuerliche Bauten, als Zeugnisse ländlicher Architektur und Volksbauweise ihrer Zeit baugeschichtlich und wirtschaftsgeschichtlich bedeutend. Scheune: Fachwerk, teils verbrettert. | 09267774 |
| Direkt Bild zu diesem Denkmal hochladen | Seitengebäude, Scheune und daran angebaute Schauer eines Bauernhofes | Wendischbora 42 (Karte)                         | 1. Drittel 19. Jahrhundert                                                                                | Teilweise mit Fachwerkkonstruktion, authentisch erhaltene bäuerliche Bauten, als Zeugnisse ländlicher Architektur und Volksbauweise ihrer Zeit baugeschichtlich und wirtschaftsgeschichtlich bedeutend. - ein Wirtschaftsgebäude: Fachwerk, massiv untersetzt - ein Wirtschaftsgebäude: Fachwerk an den Seiten, Rückseite ausgemauert | 09267775 |
| Direkt Bild zu diesem Denkmal hochladen | Scheune und Seitengebäude eines Bauernhofes | Wendischbora 48 (Karte)                         | Um 1800 (Scheune); 1. Hälfte 19. Jahrhundert (Seitengebäude)                                              | Fachwerk-Scheune, Seitengebäude Obergeschoss Fachwerk, authentisch erhaltene bäuerliche Bauten, als Zeugnisse ländlicher Architektur und Volksbauweise ihrer Zeit baugeschichtlich und wirtschaftsgeschichtlich bedeutend | 09267776 |
| Weitere Bilder                          | Rittergut Wendischbora (Sachgesamtheit) | Wendischbora 55, 56, 57, 58, 59, 61, 62 (Karte) | 1833 und später                                                                                           | Sachgesamtheit Rittergut Wendischbora, mit folgenden Einzeldenkmalen: Herrenhaus mit südlich vorgelagerter Stützmauer mit Treppe sowie Toreinfahrt mit zwei Torpfeilern bei Nr. 57 (Wendischbora 55, siehe 09267772), Torhaus (Wendischbora 59, siehe 09267773), Wohn- und Wirtschaftsgebäude (Wendischbora 56, siehe 09267884) sowie Stallgebäude und Inspektorenhaus mit drei von ursprünglich vier geschnittenen Linden (Wendischbora 61/62, siehe 09267883), dazu als Sachgesamtheitsteile: zwei Nebengebäude (Wendischbora 57 und 58), die Orangerie sowie die erhaltenen Teile der Parkanlage (Gartendenkmal) und die südlich davon liegende Gutswiese; vor allem regionalgeschichtlich bedeutsames Rittergut, die Gebäude als architektonische Zeugnisse ihrer Zeit bauhistorisch wertvoll, von dem Dresdner Architekten Woldemar Hermann errichtetes Herrenhaus zudem künstlerisch von Belang. Im Park ursprünglich Wildgehege und Brunnenanlage (nicht aufgefunden, 19. Dezember 2011), zwischenzeitlich Kindergarten Wendischbora, am Eingang Wappen mit Schwertträger. Wendischbora 57 (Sachgesamtheitsteil): über Eingang Dreiecksgiebel mit Relief eines Putto, Traufgestaltung, Satteldach, nach Osten Krüppelwalm. - Bauliche Schutzgüter: - Gebäude: Herrenhaus - Erschließung: - Zugänge: Torzufahrt mit zwei Pfeilern (an der östlichen Gebäudekante von Nummer 57), Pfeiler aus Sandstein, mit stark scharrierten Mittelflächen und jeweils Pfeileraufsatz in Form eines Pokals mit Laubranken. - Wegesystem: In der Topografie noch zu erkennen. - Gartenbauten: Freiterrasse mit Stützmauer südlich des Herrenhauses, Stützmauer aus Bruchsteinmauerwerk mit Abdeckplatten aus Sandstein, Erschließung durch mittig liegende Treppe aus Sandstein (Zierende Löwen nicht bauzeitlich). - Wasserelemente: kleiner Teich mit gebuchtetem Ufer (unbefestigt) an der südlichen Grenze des Gartendenkmals. - Vegetation: - Einzelbäume: Altbaumbestand vor allem in der Nähe des Herrenhauses, bestehend aus Stieleichen (Quercus robur), Bergahorn (Acer pseudoplatanus), Linde (Tilia spec.), Buche (Fagus sylvatica), Blutbuche (Fagus sylvatica ‚Atropurpurea‘), Hainbuche (Carpinus betulus), Rosskastanie (Aesculus hippocastanum). Im westlichen Parkteil vereinzelte Gruppen älterer Bäume, v. a. Buchen und Eichen. - Sonstige Schutzgüter: - Bodenrelief: bewegtes Relief, von Norden nach Süden zur Gutswiese und zum begrenzenden Bachlauf abfallend. - Blickbeziehung: Hervorzuheben ist die Blickbeziehung über den unteren großen Teich zum Herrenhaus, der untere Teich ist von Säulenpappeln (Populus nigra ‚Italica‘) umstanden, vom Herrenhaus auch Blickbeziehung in den langgestreckten, westlich angrenzenden Wiesenraum (sogenannte Hundswiese, Dresdner Meilenblatt 1800). - Denkmalwert: Ortsgeschichtlich, landschaftsgestaltend. Anmerkung: Die auf dem Dresdner Meilenblatt (1800) und der Äquidistantenkarte (1874) südöstlich vom Herrenhaus verzeichnet Krähenhütte und der südlich davon liegende Nixtümpel sind heute nicht mehr vorhanden. | 09303510 |
| Weitere Bilder                          | Herrenhaus (Schloss Schwertner) mit südlich vorgelagerter Stützmauer einschließlich Treppe sowie Toreinfahrt mit zwei Torpfeilern bei Nr. 57 (Einzeldenkmale der Sachgesamtheit 09303510)    | Wendischbora 55 (Karte)                         | 1833, später erweitert                                                                                    | Einzeldenkmale der Sachgesamtheit Rittergut Wendischbora; charakteristischer Bau in den typischen Formen der Biedermeierzeit, dabei mit seiner schlichten, nur von Lisenen und einem Etagengesims gegliederten Fassade sowie den Rundbogenfenstern weitgehend unverfälschtes Zeugnis von Spätklassizmus und Rundbogenstil des 19. Jahrhunderts, baugeschichtlich bedeutend, als Bau des Dresdner Architekten Woldemar Hermann, einem der wichtigsten sächsischen Architekten seiner Zeit, künstlerisch wertvoll, zudem von Belang für die Ortsgeschichte. Nachdem das alte Herrenhaus im Frühjahr 1833 bis auf die Keller abgebrannt war, ließ der damalige Rittergutsbesitzer Heinrich Friedrich August von Röder ab Sommer desselben Jahres an dessen Stelle einen Neubau errichten. Bereits im April hatte er, seit 1821 Röder von Bomsdorff genannt, Woldemar Hermann mit dem Aufbau beauftragt. Auf einer Zeichnung Hermanns im mittlerweile veröffentlichten Tagebuch des Architekten erscheint es als rechteckiger zweigeschossiger Bau mit flachem Walmdach. Dieser entspricht dem heutigen Haupttrakt. Im Jahre 1835 erwarb die Frau Generalin Henriette Ernestine verw. Freiin von Feilitzsch das Rittergut. Nach ihrem Tode 1851 übernahm es Freiherr Christian Heinrich von Wöhrmann (gest. 1870). In seiner Zeit wurde 1856 das Torhaus errichtet. Es liegt die Vermutung nahe, dass er bei dieser Gelegenheit auch das Herrenhaus um den rückwärtigen Flügel erweitern ließ. Dies erfolgte in angepasster Form. Die südlich des Herrenhauses gelegene Stützmauer wurde aus Bruchstein mit einer Sandsteintreppe errichtet. | 09267772 |
| Direkt Bild zu diesem Denkmal hochladen | Wohn- und Wirtschaftsgebäude des Rittergutes (Einzeldenkmale der Sachgesamtheit 09303510) | Wendischbora 56 (Karte)                         | 18. Jahrhundert, Überformung 19. Jahrhundert                                                              | Einzeldenkmale der Sachgesamtheit Rittergut Wendischbora; markanter Bau mit nach Norden abgewalmtem Steildach, anschauliches Beispiel ländlicher Architektur und Volksbauweise seiner Zeit, baugeschichtlich bedeutend, als Teil des Rittergutes auch ortsgeschichtlich von Belang | 09267884 |
|                                         | Torhaus des ehemaligen Rittergutes (Einzeldenkmal der Sachgesamtheit 09303510) | Wendischbora 59 (Karte)                         | Bezeichnet mit 1856                                                                                       | Einzeldenkmal der Sachgesamtheit Rittergut Wendischbora; markanter Bau seiner Zeit mit Walmdach, Durchfahrt und auffälligem Wappen im Scheitelstein, baugeschichtlich bedeutend, als Teil des Rittergutes von Wendischbora auch ortsgeschichtlich von Belang. Im Tor Gewölbekappen und Wappen, ursprünglich zum Schloss gehörig, Ecklisenen. | 09267773 |
|                                         | Stallgebäude und Inspektorenhaus mit drei von ursprünglich vier geschnittenen Linden (Einzeldenkmale der Sachgesamtheit 09303510)                                                            | Wendischbora 61, 62 (Karte)                     | 18. Jahrhundert                                                                                           | Einzeldenkmale der Sachgesamtheit Rittergut Wendischbora; als Teil des Rittergutes von Wendischbora ortsgeschichtlich von Belang | 09267883 |

## Ehemalige Kulturdenkmale
| Bild                                    | Bezeichnung                                                            | Lage                         | Datierung                  | Beschreibung | ID       |
| --------------------------------------- | ---------------------------------------------------------------------- | ---------------------------- | -------------------------- | --- | -------- |
| Direkt Bild zu diesem Denkmal hochladen | Pfarrhaus                                                              | Wendischbora 12 (Karte)      | Um 1800                    | Ursprünglich Bestandteil eines größeren Pfarrhofes, Gebäude mit Fachwerkobergeschoss, charakteristisches dörfliches Anwesen, als Beispiel ländlicher Architektur und Volksbauweise seiner Zeit baugeschichtlich bedeutend, darüber hinaus von Belang für die Ortsgeschichte. Zwischen 2021 und 2024 aus der Denkmalliste gestrichen. | 09267882 |
| Weitere Bilder                          | Wohnstallhaus (Nr. 22) und Seitengebäude (Nr. 22a) eines Dreiseithofes | Wendischbora 22, 22a (Karte) | 1. Drittel 19. Jahrhundert | Für das Ortsbild bedeutsame ländliche Bauten mit erhaltenen Fachwerkobergeschossen, siedlungsgeschichtlich wertvoll. Wohnstallhaus, etwas umgebaut, Fachwerk, massiv untersetzt. | 09267769 |

## Tabellenlegende
- Bild: Bild des Kulturdenkmals, ggf. zusätzlich mit einem Link zu weiteren Fotos des Kulturdenkmals im Medienarchiv Wikimedia Commons. Wenn man auf das Kamerasymbol klickt, können Fotos zu Kulturdenkmalen aus dieser Liste hochgeladen werden:
- Bezeichnung: Denkmalgeschützte Objekte und ggf. Bauwerksname des Kulturdenkmals
- Lage: Straßenname und Hausnummer oder Flurstücknummer des Kulturdenkmals. Die Grundsortierung der Liste erfolgt nach dieser Adresse. Der Link (Karte) führt zu verschiedenen Kartendiensten mit der Position des Kulturdenkmals. Fehlt dieser Link, wurden die Koordinaten noch nicht eingetragen. Sind diese bekannt, können sie über ein Tool mit einer Kartenansicht einfach nachgetragen werden. In dieser Kartenansicht sind Kulturdenkmale ohne Koordinaten mit einem roten bzw. orangen Marker dargestellt und können durch Verschieben auf die richtige Position in der Karte mit Koordinaten versehen werden. Kulturdenkmale ohne Bild sind an einem blauen bzw. roten Marker erkennbar.
- Datierung: Baubeginn, Fertigstellung, Datum der Erstnennung oder grobe zeitliche Einordnung entsprechend des Eintrags in der sächsischen Denkmaldatenbank
- Beschreibung: Kurzcharakteristik des Kulturdenkmals entsprechend des Eintrags in der sächsischen Denkmaldatenbank, ggf. ergänzt durch die dort nur selten veröffentlichten Erfassungstexte oder zusätzliche Informationen
- ID: Vom Landesamt für Denkmalpflege Sachsen vergebene, das Kulturdenkmal eindeutig identifizierende Objekt-Nummer. Der Link führt zum PDF-Denkmaldokument des Landesamtes für Denkmalpflege Sachsen. Bei ehemaligen Kulturdenkmalen können die Objektnummern unbekannt sein und deshalb fehlen bzw. die Links von aus der Datenbank entfernten Objektnummern ins Leere führen. Ein ggf. vorhandenes Icon  führt zu den Angaben des Kulturdenkmals bei Wikidata.